# Rineloricaria castroi
Rineloricaria castroi är en fiskart som beskrevs av Isaac J.H. Isbrücker och Nijssen, 1984. Rineloricaria castroi ingår i släktet Rineloricaria och familjen Loricariidae. Inga underarter finns listade i Catalogue of Life.